# Euridice (Schiff)
Die Euridice war eine 1828 in Genua vom Stapel gelaufene Fregatte der Marine des Königreichs Sardinien-Piemont. Das nach der Nymphe Eurydike benannte Schiff wurde im Zug der Einigung Italiens 1861 von der Regia Marina als Schulschiff übernommen. Wegen der Reduzierung von Besatzung und Bewaffnung stufte man die über 1.400 Tonnen verdrängende  Euridice 1863 zu einer Korvette herab und stellte sie schließlich 1869 außer Dienst.

## Geschichte
Einen Teil ihrer Dienstzeit verbrachte die Euridice außerhalb des Mittelmeers. Nachdem sie 1832 und 1835 zum Schutz eigener Staatsbürger vor Tunesien eingesetzt worden war, entsandte man die Fregatte 1836 nach Montevideo, wo sie als Teil des dortigen Südamerika-Geschwaders auch von Rio de Janeiro aus die Interessen genuesischer Handelsgesellschaften und deren Handelsschifffahrt schützte. 1838 befuhr sie auf dem Rückweg nach Genua Teile des Amazonas. Ein weiterer Einsatz im Südatlantik erfolgte zwischen 1842 und 1844. 
In den Jahren 1848 und 1849 nahm die Euridice in der Adria am ersten italienischen Unabhängigkeitskrieg teil, insbesondere am Schutz der Repubblica di San Marco in Venedig. 1855 und 1856 unterstützte sie während des Krimkriegs als Teil eines größeren Marineverbandes im Schwarzen Meer ein piemontesisches Truppenkontingent auf der Krim. Nach der Einigung Italiens fuhr die Euridice als Schulschiff nochmals in den Südatlantik und auch in den Pazifik sowie in Nord- und Ostsee.
Die 1,80 m große Galionsfigur der Euridice befindet sich im Museo tecnico navale in La Spezia.